# Rizoma (álbum de Austin TV)
Rizoma es el cuarto álbum del grupo mexicano de post rock Austin TV publicado el 28 de septiembre del 2023.
Es el primer trabajo del grupo después de su primera separación en el 2013.
Aunque todos las canciones son instrumentales, nuevamente aparecen varios diálogos de personas en diferentes temas del disco. 

## Lista de canciones
1. "Todo final es también un comienzo" (5:46)
2. "Reflejo infinito" (4:15)
3. "Máquinas abstractas" (2:10)
4. "De la orquídea y la avispa" (6:47)
5. "Su nombre es el tuyo" (4:47)
6. "Ésta es la razón" (4:10)
7. "Lattice" (4:21)
8. "Hasta las hifas, un micelio" (4:33)
9. "Lo bonito de la muerte" (6:22)

## Integrantes
- Acky - guitarra eléctrica
- Chiosan - sintetizadores, melotrón
- Názari Jentcrauper - guitarra eléctrica
- Rata - bajo eléctrico
- Xnayer - batería, guitarra acústica

Músicos invitados:
- Mabe Fratt - violonchelo